# Bebora (Motael)
Bebora ist ein Stadtteil der osttimoresischen Landeshauptstadt Dili.

## Geographie
Bebora befindet sich im Süden der Aldeia Halibur (Suco Motael, Verwaltungsamt Vera Cruz, Gemeinde Dili). Östlich der Rua dos Direitos Humanos liegt der Stadtteil Palapaso, nördlich der Rua de Santo António der Stadtteil Aitarak und südlich der Avenida Nicolau Lobato der Stadtteil Bairo Alto, der auf manchen Karten zu Bebora gezählt wird. An der Westgrenze zum Stadtteil Aitarac Laran (Suco Kampung Alor) entlang fließt der Fluss Maloa, der aber nur zur Regenzeit Wasser führt.